# Florentin Ducos

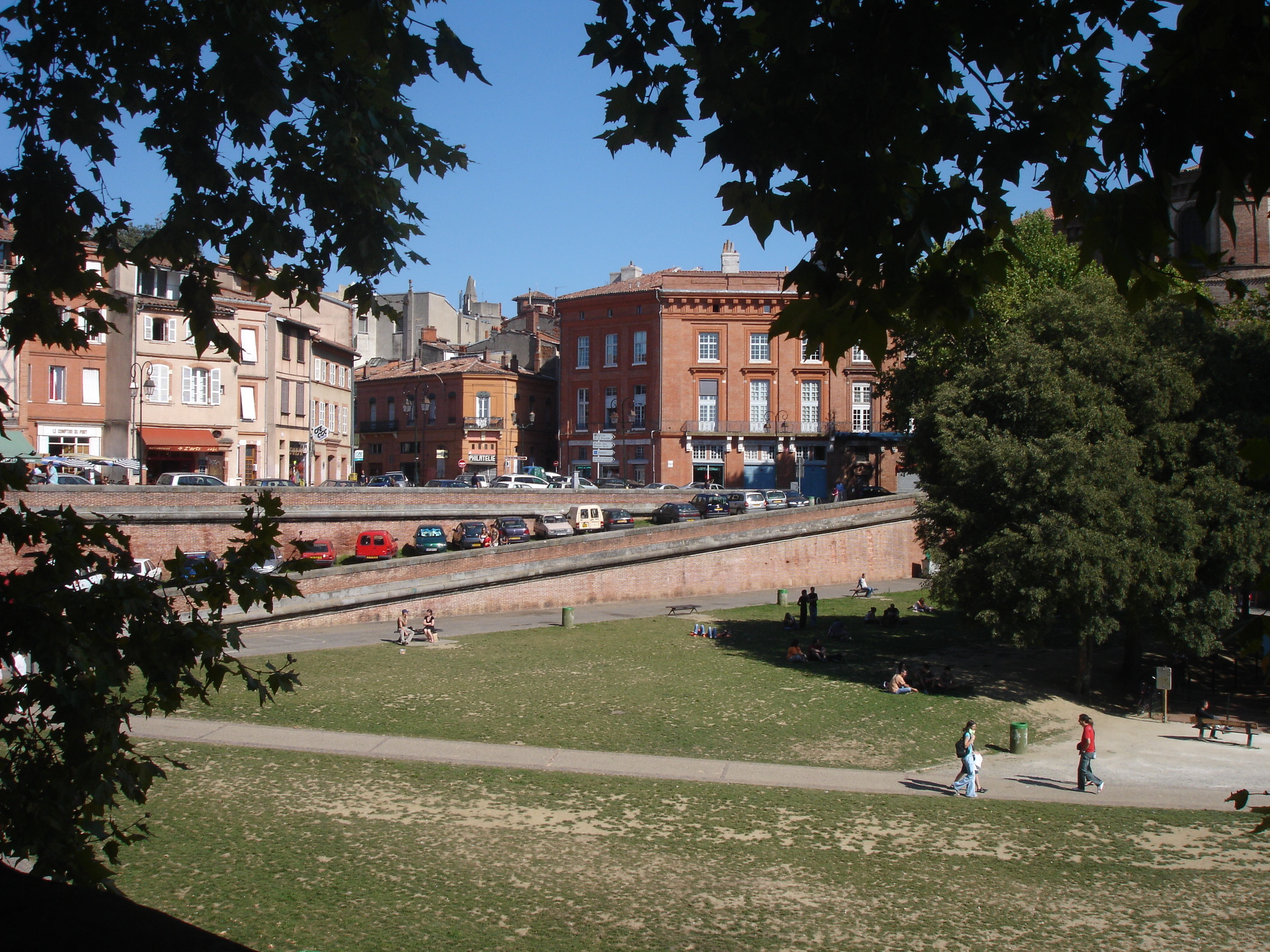
Le quartier de la Daurade, à Toulouse.

Joseph Antoine Marie Florentin Ducos né le 28 avril 1789 à Toulouse, et mort le 18 novembre 1873 à Cugnaux, est un écrivain français, avocat de métier. Il fut une figure importante de l'Académie des Jeux floraux de Toulouse, dont il fut Mainteneur, dans le trente-septième fauteuil, de 1830 à sa mort.

## Biographie

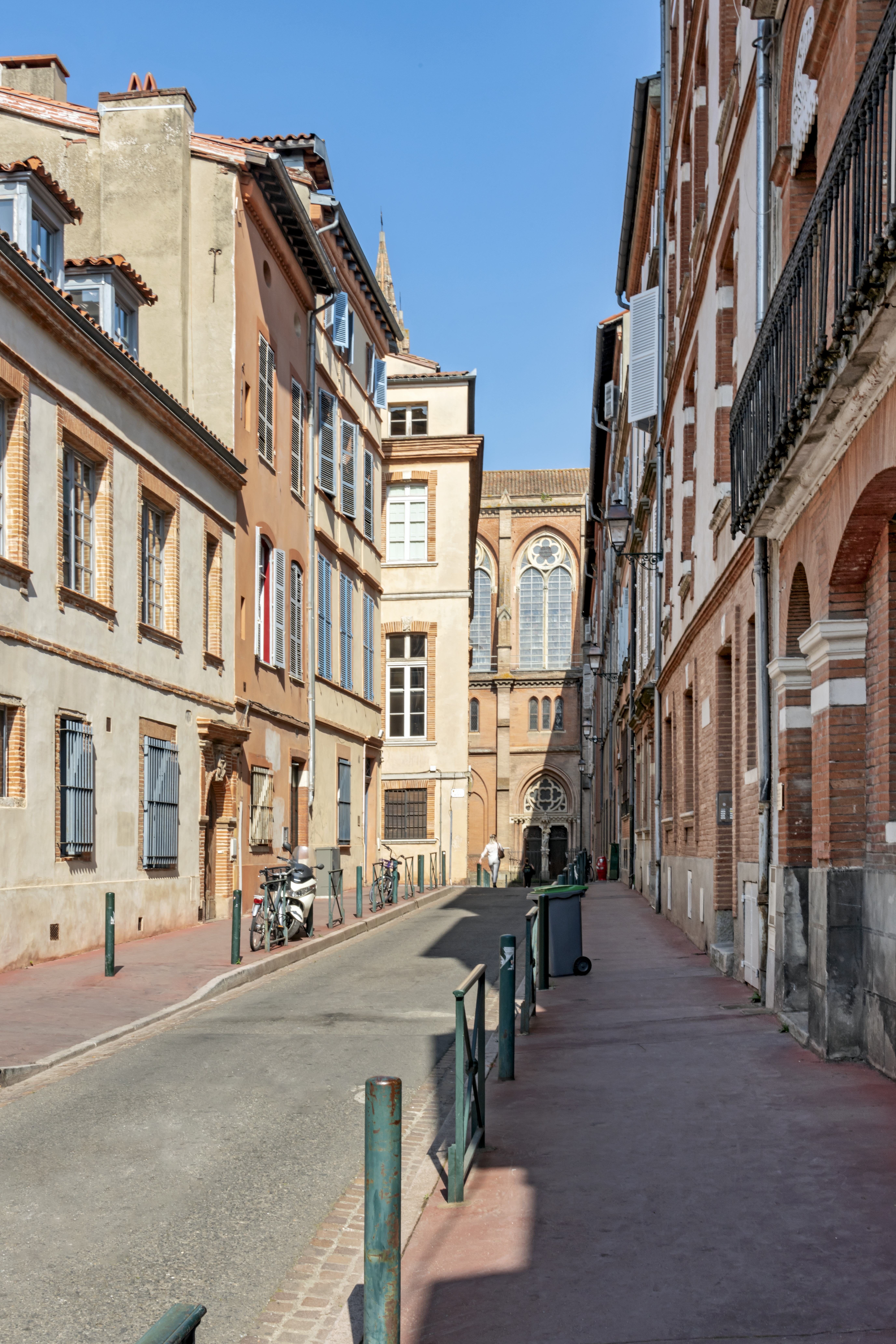
La rue des Fleurs

Florentin Ducos naît le 28 avril 1789, dans une famille de commerçants du quartier de la Daurade (Toulouse). À l'âge de treize ans, il doit momentanément interrompre ses études, à la suite du décès de son père, pour subvenir aux besoins de sa famille. À dix-neuf ans, il publie son premier poème, une Ode sur l'arrivée de Napoléon Ier à Toulouse. En 1824, il commence à participer au concours de poésie de l'Académie des Jeux floraux. Au fil des années, il remporte de nombreux prix et gravit rapidement les échelons de la hiérarchie de cette institution à laquelle il sera fortement lié jusqu'à sa mort. En 1825, il obtient son diplôme d'avocat. De 1842 à 1848, il occupe un poste de Conseiller de préfecture de la Haute-Garonne. Au crépuscule d'une vie consacrée à la poésie et très attachée à Toulouse, il se retire dans sa maison de Cugnaux (près de Toulouse) où il décède le 28 novembre 1873.

F. Ducos résumait ainsi sa vie : 

« Au reste M. Ducos vous prouvera qu'il était prédestiné à être poète : "Jugez-en, vous dira-t-il avec une bonhomie charmante. Je suis né en floréal à Toulouse, rue des Fleurs ; je m'appelle Florentin ; j'ai conquis les fleurs des concours dans tous les genres de poésie et je suis Mainteneur des jeux floraux. Je ne pouvais mentir à ma vocation." Et il a suivi sans résistance le cours naturel de ses destinées. »

## L'Académie des Jeux floraux
Florentin Ducos participe au concours de poésie de l'Académie des Jeux floraux pour la première fois en 1824. Deux de ses poèmes sont inscrits au recueil publié chaque année. En 1825, il reçoit deux prix : une Violette et une Amarante, alors qu'un troisième poème est également inscrit au recueil. En 1826, il remporte une Amarante et un Souci. Ces succès au concours lui permettent de devenir maître ès Jeux (en 1826), puis d'accéder au titre de Mainteneur en 1829. De 1838 à 1848, il est Secrétaire des assemblées de l'Académie. Au fil des ans, il est chargé de prononcer les éloges de nombreux mainteneurs décédés. Nombreux sont ces poèmes à être inscrits au recueil annuel de l'académie (dont vingt et une fables).

## Ouvrages
- L'epopée toulousaine, ou la guerre des Albigeois : Poème en 24 chants, avec des notes historiques, Ducoy, 1850